# Précilhon
 Précilhon  es una población y comuna francesa, en la región de Aquitania, departamento de Pirineos Atlánticos, en el distrito de Oloron-Sainte-Marie y cantón de Oloron-Sainte-Marie-Ouest.

## Demografía
| 441 | 373 | 407 | 419 | 432 | 449 | 489 | 493 | 472 | 417 | 405 | 405 | 319 | 324 | 342 | 316 | 305 | 309 | 319 | 328 | 320 | 274 | 292 | 298 | 295 | 263 | 339 | 290 | 254 | 299 | 295 | 320 | 355 | 355 |
| Para los censos de 1962 a 1999 la población legal corresponde a la población sin duplicidades (Fuente: INSEE [Consultar]) |     |     |     |     |     |     |     |     |     |     |     |     |     |     |     |     |     |     |     |     |     |     |     |     |     |     |     |     |     |     |     |     |     |

## Economía
La principal actividad es la agrícola (ganadería, pastos, policultivos)